# Konstantinovsk
Konstantinovsk (en russe : Константиновск) est une ville de l'oblast de Rostov, en Russie, et le centre administratif du raïon de Konstantinovsk. Sa population s'élevait 17 771 habitants en 2013.

## Géographie
Konstantinovsk se trouve sur la rive droite du Don, à 169 km à l'est de Rostov-sur-le-Don.

## Histoire
Konstantinovsk accède au statut de commune urbaine en 1941 et à celui de ville en 1967.

## Culte
- Église de l'Intercession-de-la-Vierge (1912)

## Population
Recensements (*) ou estimations de la population
| 1897* | 1926* | 1959*  | 1970*  | 1979*  |
| ----- | ----- | ------ | ------ | ------ |
| 9 267 | 7 424 | 10 735 | 13 413 | 16 112 |

| 1989*  | 2002*  | 2010*  | 2012   | 2013   |
| ------ | ------ | ------ | ------ | ------ |
| 18 392 | 18 801 | 17 926 | 17 808 | 17 771 |